# Felicity Aston
Felicity Aston (Birchington-on-Sea, 1978) es una aventurera británica que a los 33 años de edad fue la primera mujer que cruza en solitario la Antártida en esquí, tras 59 días de intenso trabajo.
Recorrió 1744 km (1084 millas), sobre tablas de esquí, desde la Barrera de hielo de Ross (glaciar Leverett), arribando a la bahía de Hércules (Barrera de hielo Filchner-Ronne).
Aston comenzó su periplo el 25 de noviembre de 2011, arrastrando un trineo de 85 kg, con equipo y provisiones, enfrentando las adversidades climáticas de la Antártida (temperaturas de -30° grados Celsius) y con problemas de calefacción, al disponer de un encendedor defectuoso (solo encendió 46 veces). Recorriendo inmensidades de desierto helado, logró su cometido el 22 de enero de 2012.